# 본드가

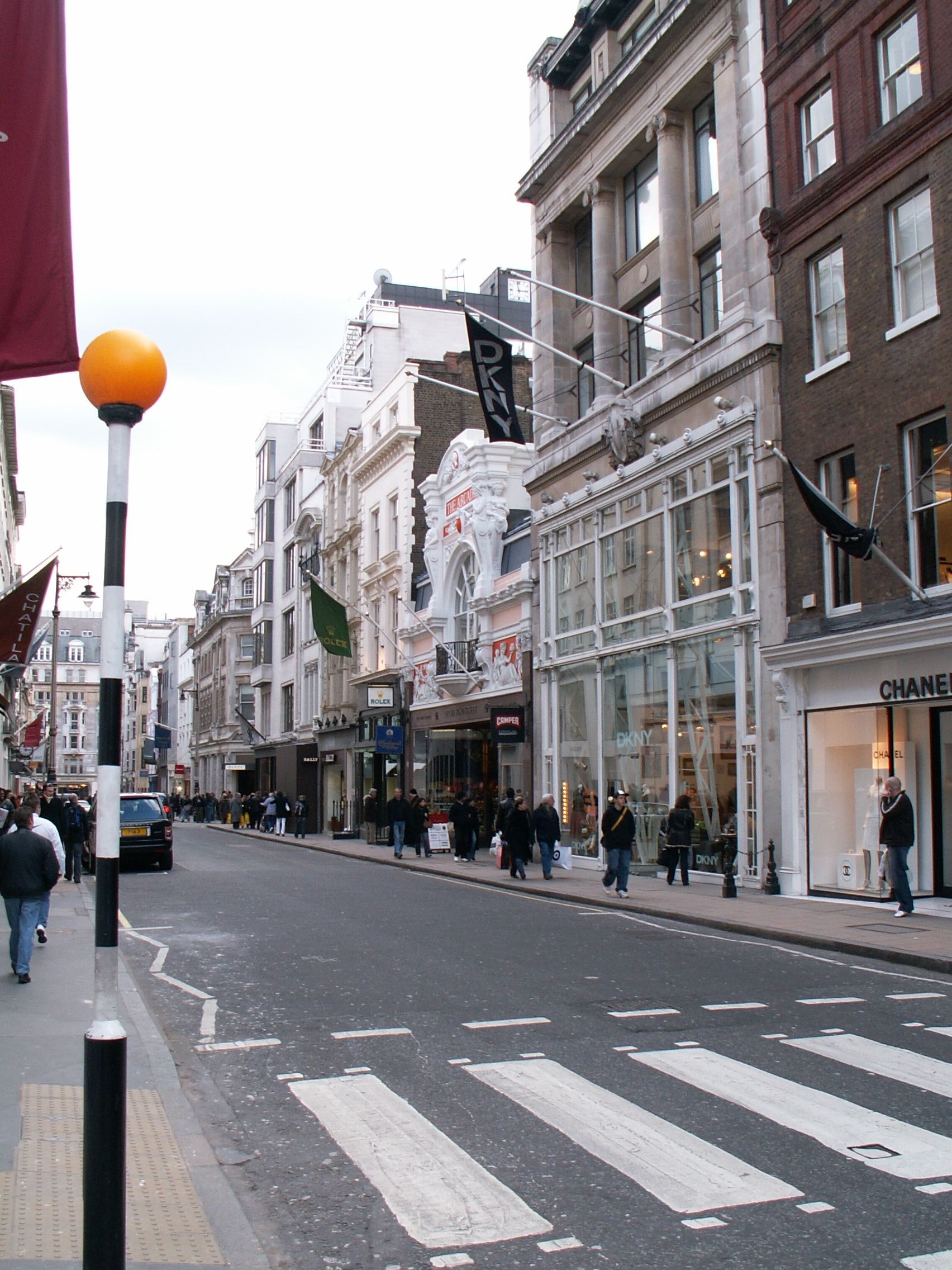
뉴본드가

본드가(영어: Bond Street)는 잉글랜드 런던 웨스트엔드오브런던의 주요 상점 거리이다. 남쪽으로 피카딜리, 북쪽으로 옥스퍼드 스트리트를 연결하며, 그 사이의 유일한 거리이다. 18세기 이래 유명하거나 비싼 품목을 판매하는 많은 패션 매장의 본거지로 유명하다. 남쪽 구역은 올드본드가(Old Bond Street)이고 더 긴 북쪽 구역은 뉴본드가(New Bond Street)라고 부르지만 일반적으로 구별을 하지는 않는 편이다.